# Ceratinopsis orientalis
Ceratinopsis orientalis là một loài nhện trong họ Linyphiidae.
Loài này thuộc chi Ceratinopsis. Ceratinopsis orientalis được George Hazelwood Locket miêu tả năm 1982.